# 笠原朱雀
笠原朱雀（学名：Carpodacus ferreorostris）是一種已滅絕的朱雀屬鳥類。牠們一般都不怎麼害羞，但卻很多時只是單獨或成雙的出入。由於牠們不怎麼飛行，故牠們主要是在地上吃果實及芽，而很少會飛上樹上採食。
笠原朱雀只分佈在小笠原群島的父島。雖然有指在母島發現牠們，但差不多肯定是錯誤，另外亦有指在兄島及弟島。直至目前只有幾個標本被採集。現今的圖畫之間出現一些分別，不過究竟是季節性的差別，或是不同的亞種或物種，則仍未有定案。

## 滅絕
笠原朱雀是由Frederick William Beechey於太平洋旅程發現，並於1827年在父島採集到兩個標本。翌年亦發現了幾個標本，但卻只紀錄在小笠原群島發現。根據兩個遇難水手的報告，小笠原群島是捕鯨船的中途站，而殖民是於1830年開始。於1854年，當約翰·羅傑斯（John Rodgers）等人的研究船隊集合在父島時，史蒂波生（William Stimpson）未有發現笠原朱雀。他只發現了一些於1828年已存在的大家鼠、野生山羊、綿羊、狗、貓及豬等。笠原朱雀像啟利氏地鶇般，可能是於1830年因棲息地消失及被入侵物種掠食而滅絕。
有指在母島發現笠原朱雀，但於1853年，馬修·佩里（Matthew Perry）第一次到日本時卻未有提及牠們，這顯示有關在母島出現的說法是不正確或是誤解。另外，笠原朱雀不動的習性很難令人相信牠們會在父島以外出現。

## 外部連結
- 笠原朱雀的立體圖 （页面存档备份，存于）